# Папуа Нова Гвинеја на Светском првенству у атлетици на отвореном 2019.
Папуа Нова Гвинеја је учествовала на 17. Светском првенству у атлетици на отвореном 2019. одржаном у Дохи од 27. септембра до 6. октобра седамнаести пут, односно учествовала је на свим првенствима до данас. Репрезентацију Папуе Нове Гвинеје представљала је 1 атлетичарка која се такмичила у трци на 100 метара са препонама.,.
На овом првенству такмичарка Папуе Нова Гвинеје није освојила ниједну медаљу нити је остварила неки резултат.

## Учесници
Жене:
- Адрине Монаги — 100 м препоне

## Резултати

### Жене
| Атлетичарка   | Дисциплина    | Лични рекорд | Квалификације | Квалификације | Полуфинале            | Полуфинале            | Финале                | Финале       | Детаљи |
| Атлетичарка   | Дисциплина    | Лични рекорд | Резултат      | Место         | Резултат              | Место                 | Резултат              | Место        | Детаљи |
| ------------- | ------------- | ------------ | ------------- | ------------- | --------------------- | --------------------- | --------------------- | ------------ | ------ |
| Адрине Монаги | 100 м препоне | 13,89        | 14,00         | 7. у гр 2     | Није се квалификовала | Није се квалификовала | Није се квалификовала | 35 / 36 (38) |        |